# 妻への家路
『妻への家路』（つまへのいえじ、原題：帰来）は、2014年の中国映画。チャン・イーモウ監督が『活きる』『初恋のきた道』『サンザシの樹の下で』に次いで文化大革命を題材とした映画。原作は厳歌苓（ゲリン・ヤン）の同名小説（鄭重訳、KADOKAWA）。
イーモウが『紅いコーリャン』でデビューして以来のコンビであるコン・リーを主演に起用することで、原点回帰した作品とされる。また、イーモウは自身の監督作『HERO』にも出演した主演のチェン・ダオミンを「中国最高の俳優」と評価している。

## ストーリー
教師の婉玉とバレエを習っている娘の丹丹が共産党員に呼ばれ、追放中の夫・焉識が逃亡したが、連絡があったら通報することといわれる。丹丹は「革命模範バレエ　紅色娘子軍」の主役の呉清華に決まりそうだった。父から母と駅で会いたいという連絡を丹丹が受けるが、母には行くなという。駅には追っ手が来ていて婉玉の目の前で焉識は捕まる。丹丹は逃亡犯の娘ということで主役から外される。
1977年、文化大革命が終わって焉識が右派分子の罪を解かれ、20年ぶりに帰宅する。迎えた婉玉のようすがおかしく、自分のことは全く忘れ、方という男と間違える。党員も含めて説得にあたるが、思い出してくれない。丹丹はバレエを諦め、家を出て紡績工場の寮に住んでいる。焉識は守衛室の隣で暮すことになる。婉玉は毎日、駅へ夫を迎えに通う。五日に帰ってくるからという手紙を書いて西寧発の列車から降りてくるが、プレートを掲げた婉玉は全く気づいてくれない。医者から心因性の記憶障害だとされる。写真を見せて思い出さそうとするが、焉識の写真は全て丹丹によって切り取られていた。教授でピアノ好きだった夫を迎えるために調律したいというので調律師になって直し、婉玉を待つが、曲だけ思い出して自分を思い出してくれない。西域から大量の手紙が入った荷物がようやく届く。読みにくい、というので読んであげるが、「手紙を読む人」としか理解されない。新しく手紙を書き、丹丹と和解してくれ、と頼み、ようやく娘を許す。丹丹は父にあの日密告したのは私だったと話すが、父は知っていたよと淡々と答える。丹丹が家に戻り、安堵したが、毛布をかけてやると「方さん、出ていって」と狂乱状態になる。方がどんな人間か訪ねていくと妻が出てきて夫を返してくれ、と激しくいうので、虚しく帰る。焉識が病気で手紙を読みにいけないというので、娘と二人で年越し餃子をもって行く。
それから何年も経って。雪の中、焉識が幌付きの自転車で婉玉を迎えにくる。二人で駅へ陸焉識を迎えに行くが、今日も虚しく待つだけだ。

## キャスト
- 陸焉識（ルー・イエンシー）：チェン・ダオミン（陳道明）
- 馮婉玉（フォン・ワンイー）：コン・リー（鞏俐）
- 丹丹（ダンダン）：チャン・ホエウェン（張慧雯）
- 鞏素珍（ゴン・スーチン）：チェン・シャオイー（陳小芸）
- 李主任（リー主任）：イエン・ニー（閻妮）
- 劉同志（リウ同志）：リュウ・ペイチー（劉佩琦）
- 鄭指導員（ヂェン指導員）：ズー・フォン（祖峰）

## スタッフ
- 監督：チャン・イーモウ（張芸謀）
- 原作：厳歌苓（ゲリン・ヤン）『妻への家路』
- 脚本：ヅォウ・ジンジー（雛静之）
- 撮影監督：チャオ・シャオティン（趙小丁）
- 編集：チャン・モー（張未）
- 音楽：チェン・チーガン（陳其鋼）
- 製作：チャン・シャオ（張昭）
- 製作総指揮：デヴィッド・リンド、パン・リーウェイ（龐麗薇）、シャン・ドンビン（単東炳）、フアン・ズィエン（黄紫燕）、ギリアン・ジャオ（趙方）、シャン・バオチュエン（単保権）、カレン・フー（傅斌星）